# Air Canada Jazz

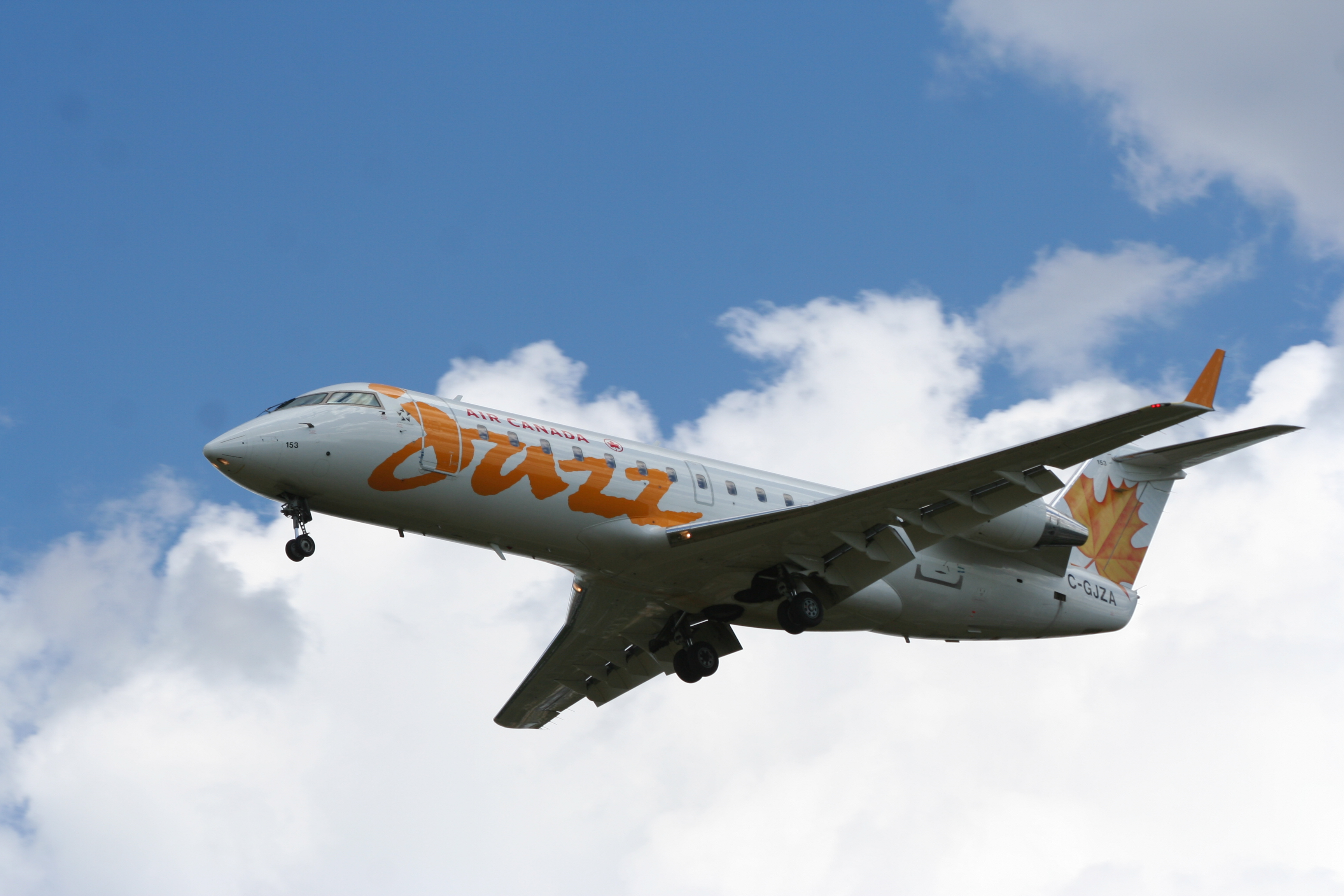

Air Canada Jazz – kanadyjskie regionalne linie lotnicze z siedzibą w Enfield, w Nowej Szkocji. Głównymi hubami są port lotniczy Toronto-Lester B. Pearson, Vancouver, Montreal oraz Calgary.

## Porty docelowe

### Kanada
- Alberta
  - Calgary (port lotniczy Calgary)
  - Edmonton (port lotniczy Edmonton)
  - Fort McMurray (port lotniczy Fort McMurray)
  - Grand Praire (port lotniczy Grand Praire)
- Kolumbia Brytyjska
  - Cranbrook (port lotniczy Cranbrook)
  - Castlegar (port lotniczy Castlegar)
  - Comox (port lotniczy Comox)
  - Fort St. John (port lotniczy Fort St. John)
  - Kamloops (port lotniczy Kamloops)
  - Kelowna (port lotniczy Kelowna)
  - Nanaimo (port lotniczy Nanaimo)
  - Penticton (port lotniczy Penticton)
  - Prince George (port lotniczy Prince George)
  - Prince Rupert (port lotniczy Prince Rupert)
  - Sandspit (port lotniczy Sandspit)
  - Smithers (port lotniczy Smithers)
  - Terrace (port lotniczy Terrace)
  - Vancouver (port lotniczy Vancouver)
  - Victoria (port lotniczy Victoria)
- Jukon
  - Whitehorse (port lotniczy Whitehorse)
- Manitoba
  - Winnipeg (Port lotniczy Winnipeg)
- Nowy Brunszwik
  - Bathurst (port lotniczy Bathurst)
  - Fredericton (port lotniczy Fredericton)
  - Moncton (port lotniczy Moncton)
  - Saint John (port lotniczy Saint John)
- Nowa Fundlandia i Labrador
  - Deer Lake (port lotniczy Deer Lake)
  - Goose Bay (port lotniczy Goose Bay)
  - Wabush (port lotniczy Wabush)
- Nowa Szkocja
  - Halifax (port lotniczy Halifax)
  - Sydney (port lotniczy Sydney)
- Ontario
  - Hamilton (port lotniczy Hamilton-John C. Munro)
  - Kingston (port lotniczy Kingston-Norman Rogers)
  - London (port lotniczy London)
  - North Bay (port lotniczy North Bay)
  - Ottawa (port lotniczy Ottawa)
  - Salute Ste. Marie (port lotniczy Salute. Ste. Marie)
  - Sudbury (port lotniczy Sudbury)
  - Thunder Bay (port lotniczy Thunder Bay)
  - Timmins (port lotniczy Timmins)
  - Toronto (port lotniczy Toronto-Lester B. Pearson)
  - Windsor (port lotniczy Windsor)
- Quebec
  - Bagotville (port lotniczy Bagotville)
  - Baie-Comeau (port lotniczy Baie-Comeau)
  - Gaspé (port lotniczy Gaspé)
  - Îles de la Madeleine (port lotniczy Îles de la Madeleine)
  - Montreal (port lotniczy Montreal-Pierre Elliott Trudeau)
  - Mont-Joli (port lotniczy Mont-Joli)
  - Quebec (port lotniczy Quebéc-Jean Lesage)
  - Rouyn-Noranda (port lotniczy Rouyn-Noranda)
  - Sept-Îles (port lotniczy Sept-Îles)
  - Val-d’Or (port lotniczy Val-d’Or)
- Saskatchewan
  - Regina (port lotniczy Regina)
  - Saskatoon (port lotniczy Saskatoon)
- Terytoria Północno-Zachodnie
  - Yellowknife (port lotniczy Yellowknife)
- Wyspa Księcia Edwarda)
  - Charlottetown (port lotniczy Charlottetown)

### Stany Zjednoczone
- Connecticut
  - Hartford (port lotniczy Hartford)
- Georgia
  - Atlanta (port lotniczy Atlanta – Hartsfield-Jackson)
- Illinois
  - Chicago (port lotniczy Chicago-O’Hare)
- Indiana
  - Indianapolis (port lotniczy Indianapolis)
- Kalifornia
  - Los Angeles (port lotniczy Los Angeles)
  - Palm Springs (port lotniczy Palm Sprigs)
  - Sacramento (port lotniczy Sacramento)
  - San Diego (port lotniczy San Diego)
- Karolina Północna
  - Charlotte (port lotniczy Charlotte)
  - Raleigh/Durham (port lotniczy Raleigh/Durham)
- Maryland
  - Baltimore/Waszyngton (port lotniczy Baltimore/Waszyngton)
- Massachusetts
  - Boston (port lotniczy Boston)
- Michigan
  - Detroit (port lotniczy Detroit)
- Minnesota
  - Minneapolis/Saint Paul (port lotniczy Minneapolis-St. Paul)
- Missouri
  - Kansas City (port lotniczy Kansas City)
  - St. Louis (port lotniczy St. Louis-Lambert)
- New Jersey
  - Newark (port lotniczy Newark-Liberty)
- Nowy Jork
  - Nowy Jork (port lotniczy Nowy Jork-LaGuardia)
- Ohio
  - Cleveland (port lotniczy Cleveland-Hopkins)
  - Columbus (port lotniczy Columbus)
- Oregon
  - Portland (port lotniczy Portland)
- Pensylwania
  - Filadelfia (port lotniczy Filadelfia)
  - Pittsburgh (port lotniczy Pittsburgh)
- Tennessee
  - Nashville (port lotniczy Nashville)
- Teksas
  - Houston (port lotniczy Houston-George Bush)
- Wirginia
  - Hrabstwo Arlington (port lotniczy Waszyngton-Reagan)
  - Hrabstwo Fairfax (port lotniczy Waszyngton-Dulles)
- Waszyngton
  - Seattle/Tacoma (port lotniczy Seattle-Tacoma)
- Wisconsin
  - Milwaukee (Port lotniczy Milwaukee)